# クロスエア3597便墜落事故
クロスエア3597便墜落事故は、2001年11月24日にスイスのチューリッヒで発生した航空事故である。ベルリン・テーゲル空港からチューリッヒ空港へ向かっていたクロスエア（現スイスインターナショナルエアラインズ）3597便（アブロ RJ100）がチューリッヒ空港の4km手前の丘に墜落し、乗員乗客33人中24人が死亡した。また、この事故の発生により、前年に発生した墜落事故の報告書の公開が遅れた。

## 飛行の詳細

### 事故機
事故機のアブロ RJ100（HB-IXM）は、1996年に製造番号E3291として製造された。総飛行時間は13,194時間で、11,518サイクルを経験していた。搭載されていたジェットエンジンはライカミング社製のLF507-1Fだった。

### 乗員乗客
| 国籍         | 乗客 | 乗員 | 合計 |
| ------------ | ---- | ---- | ---- |
| カナダ       | 1    | 0    | 1    |
| ドイツ       | 13   | 0    | 13   |
| ガーナ       | 1    | 0    | 1    |
| イスラエル   | 3    | 0    | 3    |
| オランダ     | 2    | 0    | 2    |
| スイス       | 5    | 5    | 10   |
| オーストリア | 1    | 0    | 1    |
| スペイン     | 1    | 0    | 1    |
| スウェーデン | 1    | 0    | 1    |
| 合計         | 28   | 5    | 33   |

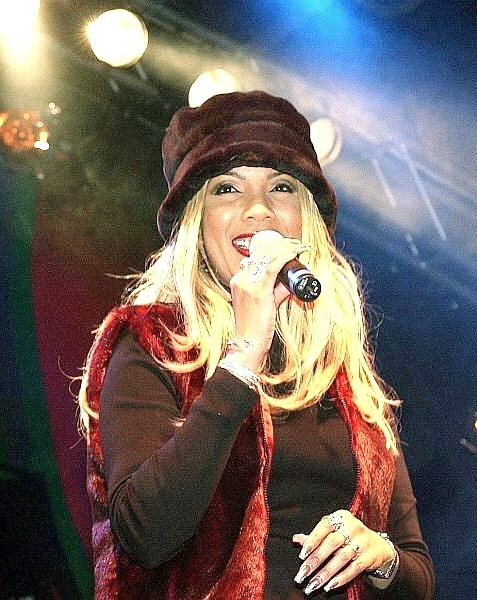
ライプチヒで公演中のソーントン
この写真が撮影された数時間後、彼女はクロスエア3597便の事故で犠牲となる

3597便には乗員5人と49人の乗客が搭乗する予定だった。しかし、21人のグループが搭乗しなかったため、実際に搭乗した乗客は28人だった。乗客にはラ・ブーシュの元メンバーのメラニー・ソーントンや、パッションフルーツの3人とそのマネージャーが含まれていた。
機長は57歳のスイス人男性だった。総飛行時間は19,555時間で、RJ100では287時間の経験があった。機長はRJ100とサーブ340の機長としての飛行資格の他、フライトインストラクターの資格も保有していた。副操縦士は25歳のスイス人男性だった。総飛行時間は490時間で、RJ100では348時間の経験があった。
事故によりソーントンとパッションフルーツの2人、パイロット2人などを含む乗員乗客24人が死亡した。

## 事故の経緯
20時1分(UTC)、3597便はベルリン・テーゲル空港の滑走路26Lから離陸した。操縦は機長が担当し、副操縦士は計器の監視や交信を担当していた。機体は巡航高度の27,000フィート (8,200 m)まで上昇し、水平飛行に移った。20時42分、3597便は16,000フィート (4,900 m)までの降下を許可された。降下中、機長は副操縦士と進入手順についてブリーフィングを行った。内容はチューリッヒ空港の滑走路14へILS進入で着陸する際の標準的なものだった。20時40分、管制官は滑走路14への進入から滑走路28への進入に変更した。この変更は、ドイツとの条約による飛行制限によるもので、21時以降にチューリッヒ空港へ着陸する飛行機は滑走路28に着陸する必要があった。20時52分、パイロット達は滑走路28への着陸進入に関するブリーフィングを行った。
21時03分、クロスエア3891便（ERJ 145）が滑走路28に着陸した。3891便のパイロットは視程が悪く、空港まで3.5km地点で滑走路を視認したと管制官に報告した。この情報を3597便のパイロットは確認した。21時5分、機長は最低降下高度に達し、地上が見えていると発言した。1分後、機長は自動操縦を解除し、エンジン出力を上げ、着陸復航を試みた。しかし1秒後、3597便は木々に接触しながら標高1,690フィート (520 m)の丘に激突した。

## 事故調査
スイスの航空事故調査委員会が事故調査を行った。調査から、機長が以前にも正しい着陸手順を踏んでいなかったことがあるにもかかわらず、クロスエアが適切な対処を行っていなかったことが判明した。

### 機長の経歴
機長は20,000時間近い飛行経験があったが、その飛行経験のほとんどはターボプロップ機によるものであり、また問題のあるパイロットでもあった。以前、機長は飛行中の速度超過や過度な降下率による進入などの問題行動を行っていた。また、ルガノ空港への進入時に地表300フィート (91 m)まで降下するというニアミス事故も起こしていた。1990年2月21日には、サーブ340で訓練教官になるためのトレーニングを行っていた際に地上で着陸装置を格納し、機体を全損させた。これらの問題により、トレーニングは打ち切られていた。また、機長はマクドネル・ダグラス MD-80の飛行資格を得るために1996年1月と同年の6月と8月にチェックを受けたが、いずれも不合格だった。チェックを行ったインストラクターによれば、この時機長はデジタル計器の使用を適切に行えていなかった。
これらの出来事があったにもかかわらず、クロスエアは1996年9月1日からサーブ340での機長としての飛行資格を与えた。1999年、機長はサーブ340でスイスのシオン空港に向かっていた際に誤ってイタリアのアオスタ空港に着陸しようとした。この時、副操縦士がシオン空港との交信が出来ないことを機長に伝えたが、機長はこれを無視して進入を継続し、イタリア語の道路標識を見るまで間違いに気づかなかった。
クロスエアがサーブ340の使用の段階的な廃止を決定した後、機長は比較的操縦が簡単であると評価されていたRJ-100の移行訓練を受けた。2001年6月22日に機長はRJ-100でのチェックに合格した。

### 最終報告書
最終報告書で事故原因はCFITであると結論づけられた。また、以下のことが事故に寄与したと述べられた。
- パイロットの使用していたアプローチチャートに現場の丘付近の標高が記載されていなかったこと。
- 滑走路28への進入では丘陵地帯を飛行するにもかかわらず、最低安全高度警報が装備されていなかったこと。
- 滑走路28への進入を行うために必要な視程がなかったこと。

その他、機長は墜落時に13時間以上勤務しており、事故の2日前には最大勤務時間を超過していた。このため、事故時にパイロットは疲労しており、そのことが飛行技能や判断力を低下させたと推定された。加えて報告書ではクロスエアの安全管理が欠如していたことなどを指摘した。

## 映像化
- メーデー!:航空機事故の真実と真相 第8シーズン第1話 「COCKPIT FAILURE」